# Могила Миколи Сціборського та Омеляна Сеника
Могила Миколи Сціборського та Омеляна Сеника — пам'ятка історії, місце поховання діячів українського національно-визвольного руху Миколи Сціборського та Омеляна Сеника.
Включена до Реєстру щойно виявлених та новозбудованих пам'яток культурної спадщини 25 березня 2005 року під назвою «Могила учасників визвольних змагань М. Сціборського та О. Сеника», має охоронний № 4051.

## Загальний опис
Розміщений в Житомирі, на подвір'ї Спасо-Преображенського собору, вулиця Перемоги, 14.
На могилі хрест з сірого граніту, встановлений на постаменті з чорного граніту.
З фасадного боку— табличка з каменю габро, на якій напис:

| "Тут поховані борці за волю України: ОМЕЛЯН СЕНИК 19.01.1891, Яворів - 30.08.1941, Житомир 9-й крайовий Командант УВО, член Вищого Проводу ОУН. МИКОЛА СЦІБОРСЬКИЙ 28.03.1898, Житомир - 30.08.1941, Житомир Діяч УНР,УВО, один із засновників ОУН, підполковник, ідеолог українського націоналізму. Вічна їм пам'ять". Нижче таблиці, на могильній плиті, напис: "Державу не твориться в будучині, Державу будується нині. Це люди на сталь перекуті в огні, Це люди, як брили каміння. (Олег Ольжич)" |
Навколо могили майданчик, вимощений бруківкою.

## Історична довідка
Вбивство сталося 30 серпня 1941 року на вулиці Івана Франка, котрою йшли із наради в обласній поліції до свого помешкання Сеник та Сціборський. Приблизно 0 19:30 було здійснено постріли в спину невстановленою особою. Сеник помер відразу, а Сціборський був смертельно поранений в обличчя та шию і помер під час операції в першій міській лікарні.
Улас Самчук у книзі «На білому коні» написав:
| «Під цим самим обідраним собором, на голій брукованій площі, нічим не захищені, виразно виділялись два горбики свіжої землі з дерев’яними на них хрестами. Тяжко повірити, що тут недавно знайшли свій життєвий кінець двоє найчільніших діячів українського модерного революційного опору – двоє довголітніх, невтомних шукачів розв’язки національного питання цього простору – Омелян Сеник і Микола Сціборський.» |
За свідченнями очевидців, на похорони зібралось близько 3 тисяч людей, незважаючи на рясний дощ.

Інженер Троян біля могили, 1941 рік

Сціборський та Сеник були поховані в окремих могилах, котрі, після приходу комуністичної влади, було зрівняно із землею і на довгих 45 років про них було забуто. Вже після відновлення незалежности, в квітні 1991 року, активістами було розшукане приблизне місце поховання. Збереглась світлина 1941 року, на котрій біля свіжих могил Сціборського і Сеника сидить інж. Троян. Вказівником слугувало дерево біля собору, поруч з могилами, котре збереглось. Так було відновлено могилу і встановлено хрест, котрий того ж дня зламали. Вже в серпні 1991 року було встановлено гранітну пам'ятну дошку та новий хрест. Незабаром і цю дошку розбили. Тоді підприємець Володимир Лук'яненко з Коростеня виготовив нову гранітну пам'ятну дошку, котру забетонували та, на перших порах, встановили варту.
Після приходу до влади Партії регіонів та призначення нового єпископа Житомирської УПЦ МП Никодима могилу намагалися зруйнуватиРішенням керівництва міста було заборонено проводити будь-який благоустрій могили, хоч вона вкрай того потребувала.
Відкриття нового пам'ятника відбулося 28 березня 2014 року, в день народження Миколи Сціборського.